# Förväxlad säckmal
Förväxlad säckmal, Coleophora proterella är en fjärilsart som först beskrevs av Bo Wikström och Jukka Tabell, 2016. Förväxlad säckmal ingår i släktet Coleophora, och familjen säckmalar, Coleophoridae. Förväxlad säckmal går med nuvarande kunskap inte att skilja från Gullrissäckmal, Coleophora virgaureae, utan att göra genitalpreparat. Artens utbredningen sträcker sig från Spanien i söder till norra Skandinavien.  Arten är reproducerande i Sverige, men eftersom arten är beskriven först rätt nyligen så kommer artens svenska utbredning att bli klarlagd småningom. Fjärilen har en vingbredd på 10–13 mm. Larven lever i en rörsäck på gullris, Solidago virgaurea.